# Когри
Когри (ест. Kogrõ) — село в Естонії, входить до складу волості Риуге, повіту Вирумаа.